# Епархия Су-Сент-Мари
Епархия Су-Сент-Мария  (лат.  Dioecesis Sanctae Mariae Ormensis) — епархия Римско-Католической церкви с центром в городе Су-Сент-Мари, Онтарио, Канада. Епархия Су-Сент-Мари входит в архиепархию Кингстона. Кафедральным собором епархии Су-Сент-Мари является собор Тела и Крови Христовой в городе Су-Сент-Мария.

## История
16 сентября 1904 года Святой Престол учредил епархию Су-Сент-Мари, выделив её из епархии Питерборо. 24 апреля 1952 года епархия Су-Сент-Мари уступила часть своей территории новой епархии Форт-Уильяма (сегодня — Епархия Тандер-Бея).

## Ординарии епархии
- епископ David Joseph Scollard (20.09.1904 — 7.09.1934)
- епископ Ralph Hubert Dignan (22.12.1934 — 22.11.1958)
- епископ Alexander Carter (22.11.1958 — 3.05.1985)
- епископ Marcel André J. Gervais (3.05.1985 — 13.05.1989)
- епископ Jean-Louis Plouffe (2.12.1989 — по настоящее время)

## Источник
- Annuario Pontificio, Ватикан, 2005